# Meligethes atramentarius
Meligethes atramentarius är en skalbaggsart som beskrevs av Förster 1849. Meligethes atramentarius ingår i släktet Meligethes, och familjen glansbaggar. Arten är reproducerande i Sverige.